# Berchem-Sainte-Agathe
Berchem-Sainte-Agathe în franceză sau Sint-Agatha-Berchem în neerlandeză (ambele sunt denumiri oficiale) este una din cele 19 comune din Regiunea Capitalei Bruxelles, Belgia. Este situată în partea de nord-vest a aglomerației Bruxelles, și se învecinează cu comunele Koekelberg, Ganshoren și Molenbeek-Saint-Jean din Regiunea Capitalei și cu comunele Asse și Dilbeek situate în Regiunea Flandra.
Până în 1954, comuna a aparținut de partea neerlandofonă a provinciei Brabant. Este o comună intermediară între comunele rezidențiale din Regiunea Capitalei și între regiunea agricolă din nord-vestul Brabantului Flamand, Pajottenland. 

## Istoric
Prima atestare documentară datează din 1132, când este menționată o biserică la Berchem. Între secolele X și XI localitatea se dezvoltă și devine un cătun care la sfârșitul secolului XI are o parohie proprie. În secolul XV, satul este o zonă de extragere a pietrei de construcție și conține 5 sau 6 mari ferme. În perioada franceză satul este organizat ca o comună în cadrul departamentului Dyle iar în 1841, cătunul Koekelberg este desprins din cadrul acesteia și formează o nouă comună. În perioada interbelică orașul cunoaște o creștere demografică importantă datorită extinderii continue a aglomerației orașului Bruxelles. În 1927 este chiar locul de construcție al unuia dintre primele cartiere de locuințe sociale.

## Personalități născute la Berchem
- Guy Vandevoorde artist belgian
- Jean-Claude Van Damme actor
- Joël Riguelle politician

1. ↑  Totale oppervlakte volgens het Kadasterregister, België, gewesten en provincies (în neerlandeză), Algemene Directie Statistiek[*]